# Ixion
|  | For himmellegemet, se 28978 Ixion |
Ixion var ifølge græsk mytologi konge over lapitherne, et folkeslag i Thessalien. Ixion giftede sig med Dia, en datter af Deioneus, men betalte ikke den lovede brudepris til sin svigerfar, så Deioneus stjal nogle heste fra Ixion som gengældelse. Ixion skjulte sin vrede over dette og inviterede Deioneus til middag. Da han kom, skubbede Ixion ham ned i en grube med brændende kul. Ingen ville rense Ixion for hans blodskyld for dette, og han levede som fredløs.
Men Zeus ynkedes over Ixion, og tog ham op til Olympen. Men her efterstræbte han Zeus' kone Hera, hvilket Zeus opdagede. Som straf blev Ixion idømt evig lidelse, enten på bundet til et flammende hjul der uafbrudt ruller gennem luften, eller i Hades afhængig af myten.